# The Absent-Minded Professor
The Absent-Minded Professor és una pel·lícula estatunidenca dirigida per Robert Stevenson, estrenada el 1961, basada en la novel·la A Situation of Gravity de Samuel W. Taylor.
La pel·lícula ha donat lloc a una continuació titulada Son of Flubber (1963), i dos remakes. El primer és un telefilm de Walt Disney Television The Absent-Minded Professor (1988) després Flubber (1997), estrenada en el cinema., Leonard Maltin, John West

## Argument
Ned Brainard, professor de ciències al liceu de Metfield, és un buscador i inventor empedreït. Les seves recerques per inventar una nova matèria l'absorbeixen tant que oblida anar al seu propi matrimoni per tercera vegada, cosa que exaspera la seva promesa Betsy Carlisle.
Després de l'explosió del seu laboratori, del qual resulta indemne, s'adona que ha desenvolupat una nova substància: El Flubber . Aquesta matèria té la propietat fantàstica de guanyar energia i moviment al menor contacte amb una superfície sòlida.
Encantat de la seva invenció, Brainard la posarà a disposició per tal de resoldre tots els problemes que troba, entre altres :
- Redaurar el blasó de l'equip de basketball de Metfield, en un partit on el terme "sabates amb molles" agafa tot el seu sentit.
- Volar amb el seu vell Ford T per desfer-se del seu rival amant i reconquerir la seva promesa.
- Desbaratar els plans d'Alonzo P. Hawk, industrial que intenta robar el flubber pel seu benefici personal i al fill Biff del qual Brainard ha suspès en el seu examen de ciències.

## Repartiment[1][2]
- Fred MacMurray:  Prof. Ned Brainard
- Nancy Olson:  Betsy Carlisle
- Keenan Wynn:  Alonzo P. Hawk
- Tommy Kirk:  Bill Hawk
- Ed Wynn: cap bombers
- Leon Ames:  President Rufus Daggett
- Wally Brown:  Coach Elkins
- Alan Carnery: first referee
- Elliott Reid: Prof. Shelby Ashton
- Edward Andrews: Secretari de defensa
- David Lewis: General Singer
- Jack Mullaney: capita de les Air Force
- Belle Montrose: Mrs. Chatsworth
- Forrest Lewis: Oficial Kelly
- James Westerfield: Oficial Hanson
- Ned Wynn: jove
- Gage Clarke: Reverend Bosworth
- Alan Hewitt: General Hotchkiss
- Raymond Bailey: Almirall Olmstead
- Wendell Holmes: General Poynter
- Don Ross: Lenny
- Charlie Briggs: Sig

## Premis i nominacions

### Nominacions
- 1962: Oscar a la millor fotografia per Edward Colman
- 1962: Oscar a la millor direcció artística per Carroll Clark, Emile Kuri, Hal Gausman
- 1962: Oscar als millors efectes visuals per Robert A. Mattey, Eustace Lycett
- 1962: Globus d'Or al millor actor musical o còmic per Fred MacMurray